# Barretina
| Barretina |
| --- |
| Katalanska män iförda barretinor. - Betydelse: traditionell huvudbonad (för män) i delar av Medelhavsområdet - Utformning: "säckig" mössa, ofta i rött - Utbredning: bland annat Katalanska länderna, södra Italien - Symbolik: förknippas med olika symboler för Katalonien |

En barretina (plural: barretines – diminutiv av barret, hatt) är en huvudbonad som traditionellt burits av män i delar av det kristna området i Medelhavsområdet, som Katalonien, Valenciaregionen, Balearerna, Provence, Korsika, Sicilien, Sardinien, sydliga delar av Apenninska halvön samt delar av Balkanhalvön och Portugal.
I Katalonien och på Ibiza bars barretinan av män fram till 1800-talet, särskilt på landsbygden. Den är utformad som en påse, vävd av ull, vanligen i rött eller ibland lila.
Numera tillhör barretinan inte längre den allmänna klädseln, men har fortsatt användas som huvudbonad vid traditionella dansuppvisningar och som en symbol för katalansk identitet. Under 1900-talet har bland annat konstnären Salvador Dalí synts bärande en barretina.
Några katalanska figurer ur folklore bär också barretina. Detta inkluderar den katalanska julfiguren caganer, julstocken tió, de fiktiva gestalterna Patufet och iCu-Cut!